# Paya

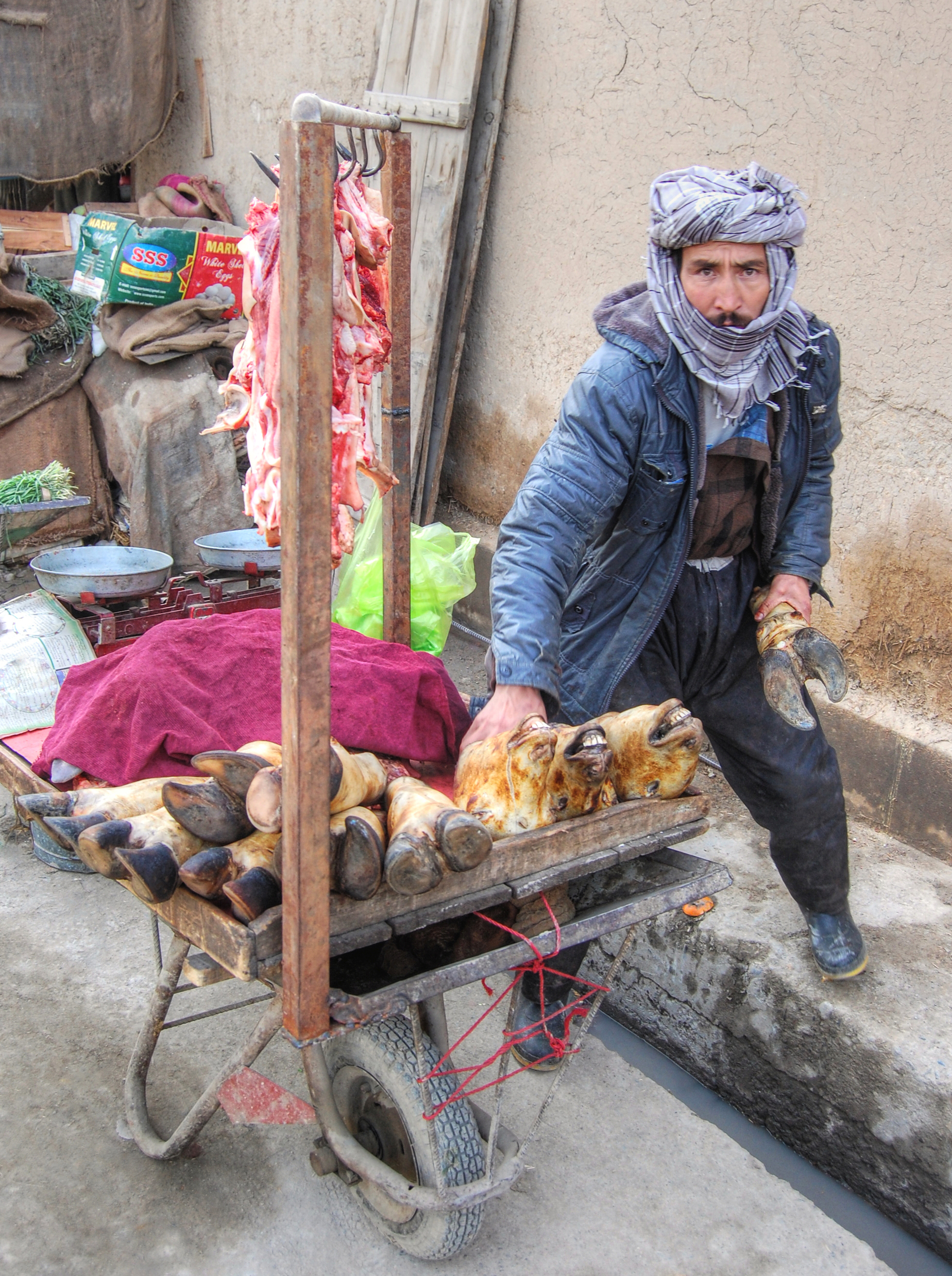
Um homem em Cabul vendendo os ingredientes para a preparação de siri paya de cabra

Paya (em hindi:  पाया) é uma comida tradicional do Sul da Ásia. O prato  também é servido em diversos festivais da região e também para visitas especiais ou encontros e celebrações informais. Em Hindi e Urdu, Paaya significa "pés".
O principal ingrediente do prato são os cascos de boi ou vaca, cabra, búfalo ou ovelha, que são então cozinhados com diversas especiarias.

## Origem
O paya surgiu de uma fusão entre a culinária do Sul e do Centro da Ásia. Na Ásia Central, especialmente na Turquia, o prato é conhecido como khash. O prato foi adaptado para a culinária local pelos cozinheiros muçulmanos de Lahore, Hyderabad, Telangana e Lucknow, por não poderem ingerir carne suína.
Posteriormente, paya tornou-se muito popular e hoje em dia pode ser encontrado comumente em toda a Índia, Paquistão e Bangladesh. Ele também está disponível em restaurantes que servem culinária indiana e paquistanesa fora do sudeste Asiático. Paya é especialmente popular em Lahore, na região do Panjabe do Paquistão e em Amritsar, na região Panjabe da Índia.

## Receitas
Receitas para a preparação deste prato variam de região em região. A sopa de base é feita refogando-se cebola e alho, e uma quantidade de temperos baseados no caril são adicionados na panela, que posteriormente recebe os cascos animais. O prato cozido este prato variar de região para região. A sopa da base de dados é criado por cebolinha e o alho, onde um número de curry-base de especiarias, em seguida, são adicionados. O prato cozido é servido com cubos de gengibre fresco, fatias de limão e folhas frescas coentro-bravo.

## Métodos de cozimento
O prato é cozido em fogo baixo por horas, geralmente ao longo de uma noite. No entanto, hoje em dia é mais comum prepará-lo numa panela de pressão. Historicamente, quando se usavam fogões à base de lenha ou de carvão, os cozinheiros começariam a preparar o prato na noite anterior e cozinhá-lo vagarosamente no carvão até a manhã do dia seguinte. O prato tem uma consistência de sopa, e é geralmente comido no café da manhã nos meses de inverno, acompanhado de naan.

## Variações
Há diversas variações de receitas do prato. Uma popular é sri paya (سری پایا), que além de usar os cascos, usa também a cabeça dos animais. 